# Tomosvaryella pectinalis
Tomosvaryella pectinalis är en tvåvingeart som beskrevs av Ale-rocha 1996. Tomosvaryella pectinalis ingår i släktet Tomosvaryella och familjen ögonflugor. Inga underarter finns listade i Catalogue of Life.